# Oreas wielki
Oreas wielki, oreas, antylopa Derbiego (Tragelaphus derbianus) – gatunek ssaka z rodziny wołowatych (Bovidae). Waży do 900 kg, a długość jej ciała bez ogona sięga przeważnie 2,2–2,9 m. Wraz z elandem są uważane za największe wśród antylop.

## Zasięg występowania
Obecnie żyje tylko w rezerwatach środkowej i zachodniej Afryki (Republika Środkowoafrykańska, Sudan, Senegal, Mali). Zamieszkuje lasy równikowe i sawanny. Według raportu rezerwatu Fathalam za rok 2023, gatunek jest bardzo zagrożony wyginięciem.

## Charakterystyka
Ubarwienie – rdzawobrązowe, głowa ciemniejsza; na szyi u samców z czasem pojawia się biała „obroża”, a osobniki starsze mają kark porośnięty czarnymi włosami. Wysokość w kłębie 150–175 cm. Rogi samców są większe niż samic, dorastają do 120 cm. Długość ogona dochodzi do 90 cm. Masa ciała 440–900 kg.
Antylopy Derbiego są zwierzętami stadnymi, żyją w grupach tworzonych przez 15–25 osobników obydwu płci. Notowano stada liczące do 65 osobników. Dorosłe samce często odłączają się od stada i prowadzą samotniczy tryb życia. Stada oreas, aby znaleźć pożywienie wyruszają na wędrówki, często bardzo długie. Żywią się głównie trawą, liśćmi i niektórymi owocami. Prowadzą głównie nocny tryb życia. Samica rodzi jedno młode po 9-miesięcznej ciąży.

## Podgatunki
- Tragelaphus derbianus derbianus (Gray, 1847) – oreas zachodni[2] – w kategorii CR według IUCN[5]
- Tragelaphus derbianus gigas (Heuglin, 1863) – oreas wschodni[2] – w kategorii VU według IUCN[6]